# Nate Guenin
Nathaniel Lawrence „Nate“ Guenin (* 10. Dezember 1982 in Sewickley, Pennsylvania) ist ein ehemaliger US-amerikanischer Eishockeyspieler. Zwischen 2006 und 2017 bestritt der Verteidiger über 200 Partien für fünf Teams in der National Hockey League (NHL), den Großteil davon für die Colorado Avalanche. Überwiegend kam er jedoch in der American Hockey League zum Einsatz.

## Karriere

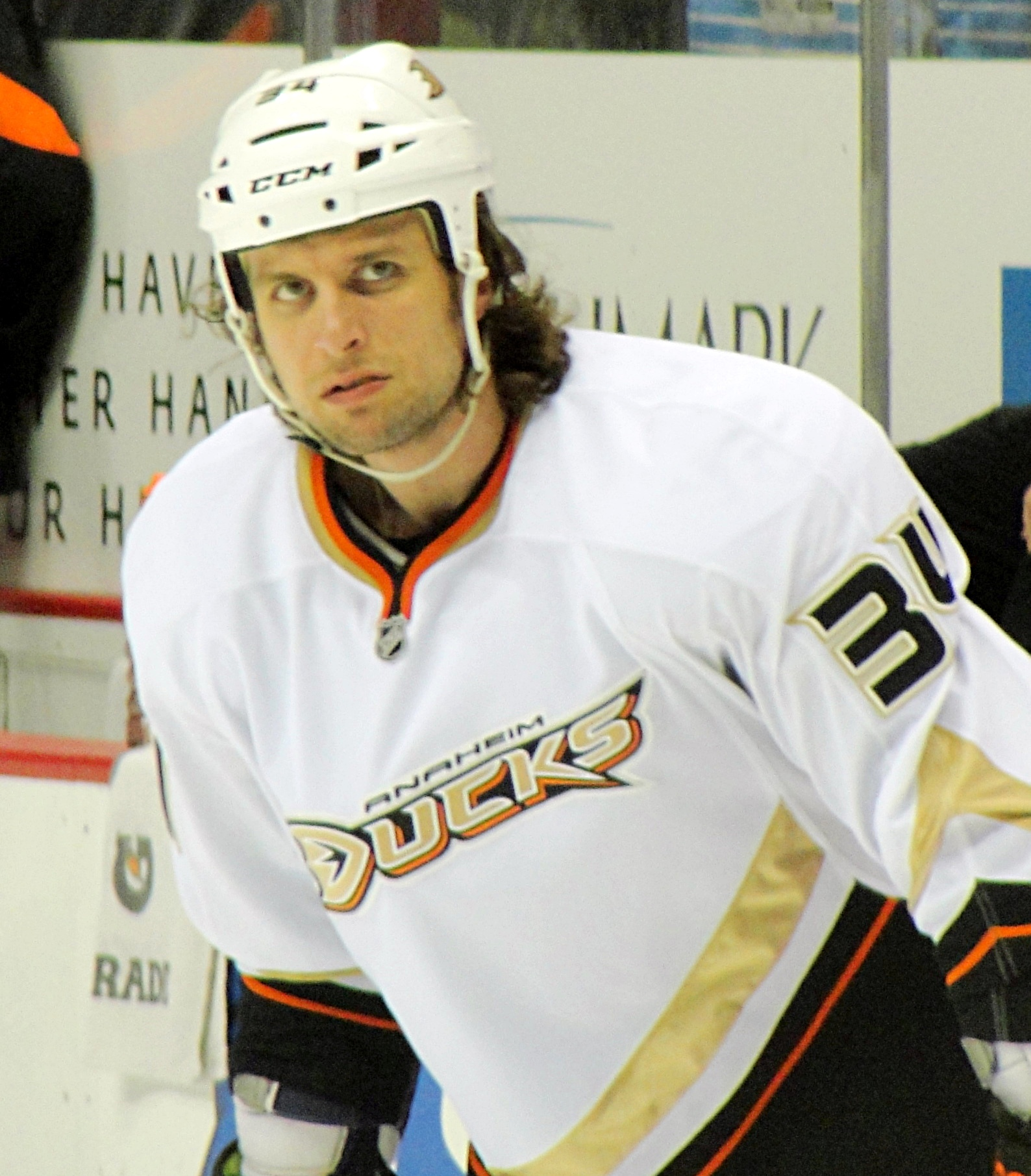
Guenin im Trikot der Anaheim Ducks (2012)

Nate Guenin war zunächst für die Pittsburgh Hornets aktiv, bevor der Verteidiger von 2000 bis 2002 für die Green Bay Gamblers in der Juniorenliga United States Hockey League (USHL) auflief, wobei er in der Saison 2000/01 ins All-Rookie Team der Liga gewählt wurde. Anschließend wurde er im NHL Entry Draft 2002 in der vierten Runde als insgesamt 127. Spieler von den New York Rangers aus der National Hockey League (NHL) ausgewählt, für die er allerdings nie spielte. Stattdessen besuchte der Verteidiger vier Jahre lang die Ohio State University und spielte parallel für deren Eishockeymannschaft in der National Collegiate Athletic Association (NCAA). Am Ende der Spielzeit 2004/05 wurde er dabei in das zweite All-Star Team der Central Collegiate Hockey Association (CCHA) gewählt.
Am 16. August 2006 unterschrieb Guenin einen Vertrag als Free Agent bei den Philadelphia Flyers, für deren Farmteam Philadelphia Phantoms er in den folgenden drei Spielzeiten regelmäßig in der American Hockey League (AHL) auf dem Eis stand. Zudem kam er in diesem Zeitraum zu insgesamt zwölf Einsätzen für die Flyers selbst in der NHL. Im Juli 2009 wurde er als Free Agent von den Pittsburgh Penguins verpflichtet, für die er anschließend allerdings nur zwei NHL-Spiele bestritt, während er die restliche Zeit bei deren AHL-Farmteam Wilkes-Barre/Scranton Penguins verbrachte. Am 11. Februar 2010 wurde er im Tausch gegen Steve Wagner an die St. Louis Blues abgegeben, spielte bis Ende der Saison 2009/10 allerdings ausschließlich für deren AHL-Farmteam Peoria Rivermen. Die Saison 2010/11 begann Guenin bei den Springfield Falcons in der AHL und kam zudem parallel zu drei Einsätzen für deren Kooperationspartner Columbus Blue Jackets in der NHL. Seit Januar 2011 steht er bei den Anaheim Ducks aus der NHL unter Vertrag, für deren AHL-Farmteam Syracuse Crunch er bis zum Saisonende 2011/12 als Stammspieler auf dem Eis stand. Am 7. Oktober 2011 erzielte Guenin sein erstes NHL-Tor, als er bei der 1:4-Niederlage gegen die Buffalo Sabres zum 1:2-Anschlusstreffer für die Anaheim Ducks traf.
Im Juli 2013 unterzeichnete Guenin einen Einjahresvertrag bei der Colorado Avalanche, der im Jahr darauf um zwei weitere Spielzeiten verlängert wurde. Im Anschluss kehrte er als Free Agent zu den Anaheim Ducks zurück. Diese setzten ihn allerdings ausschließlich bei den San Diego Gulls in der AHL ein und verlängerten seinen Vertrag im Juli 2017 nicht. In der Folge beendete Guenin seine aktive Karriere.

## Erfolge und Auszeichnungen
- 2001 USHL All-Rookie Team
- 2004 Mason-Cup-Gewinn mit der Ohio State University
- 2005 CCHA Second All-Star Team

## Karrierestatistik
(Legende zur Spielerstatistik: Sp oder GP = absolvierte Spiele; T oder G = erzielte Tore; V oder A = erzielte Assists; Pkt oder Pts = erzielte Scorerpunkte; SM oder PIM = erhaltene Strafminuten; +/− = Plus/Minus-Bilanz; PP = erzielte Überzahltore; SH = erzielte Unterzahltore; GW = erzielte Siegtore; 1 Play-downs/Relegation; Kursiv: Statistik nicht vollständig)